# Ханс фон Кулмбах
Ханс фон Кулмбах (на немски: Hans von Kulmbach; Hans von Culmbach, в същност Ханс Сюс; Hans Suess, Hans Süß; * ок. 1480 в Кулмбах; † ок. 1522 в Нюрнберг) е германски художник и график.
Той е ученик на художника Якопо де Барбари и отива в Нюрнберг, където е асистент на Албрехт Дюрер и негов близък приятел. През 1514 г. е в Краков. По-късно отива в Нюрнберг, където има своя работилница. Той е автор на олтари.

## Галерия
- Св. Катерина от Александрия (1511), Краков
- Императрица Фаустина
- Николаус-Алтар в Св. Лоренц в Нюрнберг